# Abdelmalek Droukdel
Abdelmalek Droukdel, también conocido como Abu Musab Abdel Wadoud, (Meftah, Argelia 20 de abril de 1970 - Malí, 3 de junio de 2020) fue un terrorista yihadista que lideró Al Qaeda en el Magreb Islámico hasta su muerte en junio de 2020. En 1993 se sumó al Grupo Islámico Armado, en 1998 participó en la fundación del Grupo Salafista para la Predicación y el Combate organización de la que en 2004 se autoproclamó emir. En 2006 anunció su adhesión a Al Qaeda y en 2007 dio a conocer la nueva denominación del grupo: Al Qaeda en el Magreb Islámico.
Fue uno de los hombres más buscados por el ejército argelino además del FBI, la CIA y la Interpol. El Gobierno de Estados Unidos lo ha considerado responsable de supervisar en abril de 2007 dos atentados en Argel contra la oficina del primer ministro y una comisaría en los que murieron 33 personas. También estuvo acusado del ataque en diciembre de 2006 a una empresa estadounidense en Argelia.
En diciembre de 2015 reivindicó el ataque en el Hotel Radisson Blue de Bamako en el que murieron 18 rehenes ocurrido el 20 de noviembre de 2015 y anunció la unificación de AQMI con Al Murabitun, que también reivindicó el atentado, liderado por Mojtar Benmojtar, antiguo miembro de AQMI.

## Biografía y trayectoria
Nació en Meftah, una ciudad agrícola de la periferia de Argel en la provincia de Blida en el seno de una familia modesta marcada por la religión. Cuando era adolescente frecuentaba regularmente la mezquita de su comunidad. Estudió química en la Universidad de Blida donde se licenció en 1994.
Según algunas fuentes luchó en Afganistán contra los soviéticos en la década de (1979-1989) como parte de los voluntarios del norte de África. Después regresó a Argelia y se sumó desde su inicio en 1989 al Frente Islámico de Salvación (FIS).  En 1993 formó parte también desde su creación del Grupo Islámico Armado (GIA) convirtiéndose en uno de sus artificieros y ascendiendo con rapidez en el mando.

### Grupo Salafista para la Predicación y el Combate (1998-2006)
En 1998 fue cofundador del Grupo Salafista para la Predicación y el Combate (GSPC) organización de la que se proclama emir nacional en 2004 apoyado por el brazo derecho de Ben Laden e ideólogo de Al Qaeda Abu Musab al Zarqawi tras la caída en agosto de 2003 de Hassan Hattab, sucedido por Abderrazak el-Para capturado en Chad en marzo de 2004 y la muerte de Nabil Sahraoui abatido por la policía argelina en Béjaïa en junio de 2004.
Como emir se hizo llamar "Abu Musab Abdel Wadoud" utilizando su mismo apodo de Al Zarqawi Abu Musab que significa el hombre de las misiones difíciles pero en vez de Zarqaoui  el duro prefirió llamarse Abdel Wadoud, es decir, el clemente y la guerra islamista en Irak se convirtió en su referencia.
En febrero de 2005 Droukdel lanzó una fatua contra Hattab, acusándole de publicar comunicados falsos en nombre del GSPC .  También en 2005 apoyó públicamente el asesinato de dos diplomáticos argelinos en Irak. 

### Adhesión a Al Aqueda del GSPC al AQMI (2006)
El 11 de septiembre de 2006 en el aniversario de los atentados de las Torres Gemelas de Nueva York Aymán Al Zawahirí anuncia la adhesión de la organización argelina confirmada el 13 de septiembre por un comunicado de Droukdel y marca la "hoja de ruta": federar el conjunto de movimientos yihadistas en la región (Túnez, Marruecos y Libia), apoyar las operaciones militares contra la coalición en Irak y transformar el sur de Argelia y el norte del Sáhara en una zona de repliegue desde donde golpear a los "apostatas" de Europa y EEUU.
El 24 de enero de 2007 Droukdel anunció el cambio de nombre del Grupo Salafista para la Predicación y el Combate por Al Qaeda en el Magreb Islámico, y ordenó una campaña de atentados suicidas utilizando el modelo los perpetrados en Irak. El nuevo nombre relacionado con Al Qaeda le dio mayor atención mediática y la proyección internacional de su imagen. También le facilitó el reclutamiento de seguidores no sólo en Argelia sino también en Marruecos, Mauritania, Libia, Níger y Túnez.
En mayo de 2007 Droukdel pidió públicamente a los comandantes regionales de AQMI buscar reclutas y seleccionar objetivos para realizar ataques suicidas con bombas y anunció en nombre de AQMI la alianza con Al Qaeda, animando a otros movimientos yihadistas a hacer lo mismo y mostrando su lealtad a Osama Bin Laden.
En diciembre de 2007 el Gobierno de Estados Unidos emitió una nota en la que lo hace responsable como líder de AQMI de haber supervisado en abril de 2007 dos atentados contra la sede del gobierno y contra una comisaría de policía en Argel que causó 33 muertos. primer ministro y las instalaciones de la policía en Argel, matando a 33 personas. En la nota oficial de EE. UU. también se le hace responsable del ataque a una empresa estadounidense en Argelia en diciembre de 2006.

### Proceso de internacionalización (2008)
A partir de 2008, Droukdel supervisó el desplazamiento del centro de gravedad de AQMI a la zona del Sahel. Fue el momento de la amenaza al rally París-Dakar, del asesinato del rehén británico Edwin Dyer, emboscadas a los ejércitos de Mali y Argelia, la puesta en marcha del lucrativo negocio de los secuestros que será especialmente importante para la financiación de la organización.
En septiembre de 2008 en una grabación difundida a través de páginas web arremetió contra los cinco regímenes de la región, contra las dos ex potencias coloniales, Francia y España, haciendo hincapié en la "ocupación" de Ceuta y Melilla.
En julio de 2010 anunció en una grabación como líder de AQMI que se había "ejecutado" al rehén francés Michel Germaneau en "venganza" por el ataque de las fuerzas de élite francesas en el norte de Malí.
En abril de 2011 se le atribuyó uno de los ataques más mortíferos de los últimos años contra el ejército argelino en el que murieron 16 militares en un ataque al este de Azazga. Según los medios de comunicación argelinos, Droudkel fue reconocido en un vídeo distribuido en falsos controles en el que muestran cómo Droudkel supervisa el ataque.
Durante la Primavera Árabe ordenó la infiltración de grupos en Túnez que intervinieron algunas semanas después en Libia, mientras intentaba mantener su autoridad en el Sahel. En noviembre de 2011 reemplazó a su emisario permanente Yahia Djouadi por Nabil Makhloufi (muerto en un accidente de coche el 8 de septiembre) al que considera más eficaz para controlar a Abou Zeid y a Mojtar Belmojtar principales jefes de los batallones (katibas) en Mali.
En mayo de 2012 en un mensaje desde las montañas argelinas de Cabilia, pidió a sus hombres de Mali no desaprovechar la oportunidad de instaurar un Estado islámico en el Azawad. Pidió a sus hombres que "desarrollasen todas sus actividades de aplicación de la sharia al amparo de Ansar Dine" y que solo utilizasen el nombre de AQMI para "la yihad global". También pidió moderación con la aplicación inmediata de la sharia, "Es un error imponer todas las reglas del islam de golpe", proseguía Droukdel en un mensaje enviado a la web mauritana Sahara Media. Hay que aplicarlas "gradualmente" aunque los locales donde se consume droga, alcohol o se practica la “inmoralidad” sí deben ser cerrados de inmediato. También hay que brindar seguridad a la población señalaba. Pero el avance del MUYAO y del fundamentalismo de Iyad Ag Ghali con (Ansar Eddine) sumado a la autonomía de Abou Zeid y Mojtar Belmojtar hicieron sospechar a los servicios de seguridad su pérdida de control.
En junio de 2012 fue condenado a muerte en rebeldía por un tribunal criminal de Argel junto a otros 7 terroristas acusados de asesinatos, secuestros, tortura y de cometer atentados con explosivos en lugares públicos.
En 2013 se consideraba que Droukdel había perdido contacto sobre el terreno y se encontraba aislado y refugiado posiblemente en Cabilia. Los jefes de sus brigadas crearon nuevos grupos. Uno de sus hombres clave, el también argelino Mojtar Belmojtar creó Los firmantes con sangre y en agosto del mismo año anunció su unión con el MUYAO para crear Al Murabitún.

### Ataque al Hotel Radisson Blu de Bamako (2015)
El 9 de abril de 2015, Abdelmalek Droukdel publicó una declaración de audio felicitando al Frente Al-Nusra en Siria por sus victorias, incluyendo la Batalla de Idleb. 
En junio de 2015 según los servicios de seguridad argelinos se habrían producido reuniones en Libia que apuntarían a una reconciliación entre Droukdel y Mojtar Belmojtar y la reunificación de AQMI.
El 22 de junio en un mensaje de audio Abdelmalek Droukdel denuncia la muerte de Abou Bassir Nasser al-Wahaychi, líder de Al Qaeda en la península arábiga, muerto una semana antes con un dron de EEUU.
El 4 de diciembre de 2015 en un mensaje de audio Droukdel reivindicó la participación de AQMI en el  ataque en el Hotel Radisson Blue de Bamako ocurrido el 20 de noviembre y anunció que el grupo Al Murabitun se unía a Al Qaeda en el Magreb Islámico. mientras los medios de comunicación argelinos anunciaban una nueva ofensiva del ejército en la zona de Cabilia para apresarle.
La Interpol lo tuvo un busca y captura de conformidad con la Resolución del Consejo de Seguridad de Naciones Unidas 1267 de 1999 y sucesivas resoluciones, dentro de la aplicación de las sanciones de congelación de activos, prohibición de viajes y embargo de armas.

## Fallecimiento
Las autoridades francesas comunicaron que Abdelmalek Droukdel murió el 3 de junio de 2020 durante la operación llevada a cabo en Talhandak, a un centenar de kilómetros al noreste de Tessalit en el norte de Malí cerca de la frontera con Argelia y la detención de varios de sus seguidores que confirmaron la identidad de Droukdel. En la operación murieron otros miembros del AQMI cuya identidad se estaba investigando.
El AQMI anunció el 21 de noviembre de 2020 que Abou Obeida Youssef al-Annabi fue designado para sucederlo.